# Passing (werkstuk)

Een kaliber voor passing 16h6

Een passing bepaalt welke toleranties bij in elkaar passende onderdelen van werktuigen en machines toegestaan zijn, bijvoorbeeld of een as gemakkelijk, stroef of helemaal niet in een gat kan ronddraaien. Men kent bijvoorbeeld een losse passing en een perspassing.
Het is niet mogelijk identieke werkstukken te vervaardigen, ze wijken allemaal een klein beetje van elkaar af. Hoeveel ze afwijken is een zaak van materiaal, gereedschap en vakmanschap. Dat kan een probleem worden als werkstukken in elkaar moeten passen. Er moeten dan grenzen worden opgegeven die aangeven wat acceptabel is en wat niet. Die grenzen, de toleranties, bepalen de kwaliteit van het werkstuk. 
De maten waarmee het werkstuk ontworpen is, noemt men de nominale maten. In het ontwerp wordt naast die nominale maten een tolerantie opgegeven. Door precies aan te geven hoeveel de maten van het werkstuk af mogen wijken van de nominale maten wordt bereikt dat er niet nauwkeuriger behoeft te worden gewerkt dan strikt noodzakelijk. Dat is van positieve invloed op de kostprijs. 
Om te controleren of een werkstuk aan de gestelde eisen van de passing voldoet kan men bij grotere tolerantiegebieden gebruikmaken van een schuifmaat, wordt de tolerantie kleiner gebruikt men een micrometer of een kaliber.

## Normering
Passingen zijn internationaal vastgelegd en genormaliseerd in het ISO-passingstelsel. Van toepassing is de ISO-norm ISO 286. Deze bestaat uit twee delen en is uitgegeven in 1988. Basisbegrippen van toleranties en passingen zijn vastgelegd in ISO 286-1 (huidige editie 4.2010); ISO 286-2 bevat de tabellen van standaardtoleranties en maximum afwijkingen voor gaten en assen.
In het ISO-passingstelsel wordt de grootte en de ligging van het tolerantiegebied aangegeven door de nominale maat, een letter en een getal. De letter geeft de ligging van de tolerantie aan en is een hoofdletter bij een binnenmaat en een kleine letter bij een buitenmaat. Het getal geeft de grootte aan van de tolerantie, hoe kleiner het getal hoe kleiner de tolerantie.